# Kaniv
Kaniv (tiếng Ukraina: Канів) là một thành phố của Ukraina. Thành phố này thuộc tỉnh Cherkasy. Thành phố này có diện tích 17,42 km2, dân số theo điều tra dân số năm 2001 là 26657 người.
Thành phố năm bên sông Dnepr, và cũng là một trong các cảng nội địa sông chính trên Dnepr. Nhà thơ Ukraina Taras Shevchenko, được coi là một người sáng lập của văn học Ukraina, được chôn cất trên một ngọn đồi nhìn ra Dnepr trong Kaniv, và thành phố nhà ở một bảo tàng tưởng niệm dành riêng cho ông.
Ngành công nghiệp trong thành phố bao gồm: nhà máy thủy điện Kaniv ở hồ chứa nước Kaniv trên sông Dnepr, một loại trái cây và rau quả, gia vị, nhà máy sữa lớn và nhà máy sản xuất pho mát, chế biến thịt gia cầm.